# Calodendrum
Calodendrum é um género botânico pertencente à família Rutaceae.